# 2018 en aéronautique
Chronologie de l'aéronautique
- 2014
- 2015
- 2016
- 2017
- 2018
- 2019
- 2020
- 2021
- 2022

Cet article présente les faits marquants de l'année 2018 en aéronautique.

## Événements
- 31 janvier : premier vol du Airbus A³ Vahana.
- 8 mars : retrait du Grumman EA-6 Prowler[1].
- 19 juillet : premier vol du Airbus A330-743L Beluga XL.
- 4 aout : accident d'un Junkers Ju 52 en Suisse faisant 20 victimes.
- 27 septembre : Le Boeing T-7 Red Hawk est sélectionné pour être le prochain avion d'entrainement avancé de l’USAF.
- 28 septembre  : le Boeing 737-800 immatriculé P2-PXE appartenant à Air Niugini rate son atterrissage à l'aéroport international de Chuuk et termine sa course dans l'eau du lagon tout proche[2], sans faire de victimes.
- 25 octobre : La décision du remplacement des F-16 belges par 34 F-35A est annoncé[3].
- 29 octobre : crash du Vol 610 Lion Air, un Boeing 737 MAX 8, juste après son décollage de l'aéroport international Soekarno-Hatta en Indonésie. Il est retrouvé en mer de Java , il n'y a eu aucun survivant parmi les 181 passagers et 8 membres d'équipage.
- 1er décembre : retrait officiel du Sikorsky CH-124 Sea King des forces armées canadiennes[4].
- 25 décembre : premier vol de l'hélicoptère Subaru UH-2[5].

## Généralité
- Boeing livre 806 avions de ligne.
- Airbus livre 800 avions de ligne.
- Airbus Helicopters livre 356 hélicoptères[6].
- Un total de 18 compagnies aériennes ont fait faillite en 2018[7]